# Gustavo Benítez
Adolfo Gustavo Benítez Bento (Paraguarí, Paraguay, 5 de febrero de 1953) es un exfutbolista y entrenador paraguayo. Jugaba de defensa y su primer equipo profesional fue el Olimpia de Paraguay. 

## Trayectoria

### Como jugador
A los 20 años de edad fue campeón con la selección de la Liga Carapegüeña de Fútbool del Campeonato Nacional de Interligas organizado por la Unión del Fútbol del Interior en la temporada 1973/74. Este logro lo catapultó a la palestra nacional siendo trasferido a un equipo profesional de la capital.
Ese equipo fue el Club Olimpia, con el que jugó dieciséis temporadas y ganó nueve campeonatos paraguayos, en donde se destacó por su liderazgo en el equipo.
En 45 ocasiones integró la Selección Paraguaya, convirtió 2 goles y en varias ocasiones tuvo la distinción de ser el capitán de la selección.

### Como entrenador
Después de retirarse como jugador asumió la dirección técnica de varios equipos. Se inició como entrenador con el club Olimpia de Itá en el Torneo República de 1991. Entre 1991 y 1992 fue ayudante técnico en el club Olimpia. En 1993 se pone al frente de su primer equipo de Primera División, el club Cerro Corá.
En 1994 vuelve al club Olimpia, pero como el entrenador principal, con este club logró llegar a las semifinales de la Copa Libertadores de 1994 donde a pesar de caer eliminado en semifinales, el club Olimpia había ganado dos partidos más que el eventual campeón, el Vélez Sársfield. En Chile, dirigió con mucho éxito a Colo-Colo, donde ganó los campeonatos de 1996, Clausura 1997 y 1998, y la Copa Chile de 1996, además de llegar en 1997 a la semifinal en la Copa Libertadores y en la Supercopa Sudamericana, siendo eliminado por el Cruzeiro y Sao Paulo, respectivamente, ambos de Brasil. 
En el año 2008 fue entrenador de Cobreloa de Chile, equipo con el que logró avanzar a cuartos de final del Torneo de Apertura Chileno. Presentó su renuncia luego de la derrota ante Club de Deportes Antofagasta durante el Torneo de Clausura Chileno. En abril del año 2010 firma por el Club Deportivo Palestino de Chile dejando undécimo al club en el Torneo 2010. Para el Apertura 2011 termina cuarto en la tabla y clasifica a los Play-Off, donde es eliminado en primera ronda por el club O'Higgins. En el Clausura 2011 terminanó decimoquinto en la tabla y su contrato con el Club Palestino no fue renovado, terminando así su ciclo en el cuadro árabe en diciembre de 2011.
El 31 de mayo de 2013 se confirma la vuelta del estratega a la banca alba después de 15 años de su paso por la misma institución. Se mantuvo en el cargo por 6 meses hasta que fue cesado luego de una serie de malos resultados que culminó con eliminación de la Copa Chile después de una derrota por 2 a 0 contra San Luis de Quillota.

## Clubes

### Como jugador
| Club              | País     | Año       |
| ----------------- | -------- | --------- |
| Olimpia           | Paraguay | 1974-1975 |
| Granada CF        | España   | 1975-1980 |
| Olimpia           | Paraguay | 1980-1985 |
| Atlético Nacional | Colombia | 1985-1987 |
| Olimpia           | Paraguay | 1987-1989 |

### Como entrenador
| Club                | País     | Año       | PJ  | PG  | PE  | PP  | Efectividad |
| ------------------- | -------- | --------- | --- | --- | --- | --- | ----------- |
| Cerro Corá          | Paraguay | 1993      | 27  | 7   | 11  | 9   | 39.51%      |
| Olimpia             | Paraguay | 1994      | 52  | 34  | 13  | 5   | 73.71%      |
| Colo-Colo           | Chile    | 1995-1998 | 191 | 112 | 38  | 43  | 65.27%      |
| Racing de Santander | España   | 1999-2001 | 91  | 24  | 30  | 37  | 37.36%      |
| Rayo Vallecano      | España   | 2003      | 12  | 2   | 3   | 7   | 25%         |
| Olimpia             | Paraguay | 2004-2005 | 16  | 3   | 6   | 7   | 31.25%      |
| Cobreloa            | Chile    | 2008-2009 | 28  | 7   | 9   | 12  | 35.71%      |
| Palestino           | Chile    | 2010-2011 | 74  | 28  | 22  | 24  | 47.75%      |
| Colo-Colo           | Chile    | 2013      | 18  | 7   | 3   | 8   | 44.45%      |
| Total               | Total    | Total     | 509 | 224 | 135 | 152 | 52.85%      |

## Palmarés

### Títulos nacionales
| Título           | Club    | País     | Año  |
| ---------------- | ------- | -------- | ---- |
| Primera División | Olimpia | Paraguay | 1975 |
| Primera División | Olimpia | Paraguay | 1980 |
| Primera División | Olimpia | Paraguay | 1981 |
| Primera División | Olimpia | Paraguay | 1982 |
| Primera División | Olimpia | Paraguay | 1983 |
| Primera División | Olimpia | Paraguay | 1985 |
| Primera División | Olimpia | Paraguay | 1988 |
| Primera División | Olimpia | Paraguay | 1989 |

### Como entrenador
| Título           | Club      | País  | Año    |
| ---------------- | --------- | ----- | ------ |
| Copa Chile       | Colo-Colo | Chile | 1996   |
| Primera División | Colo-Colo | Chile | 1996   |
| Primera División | Colo-Colo | Chile | 1997-C |
| Primera División | Colo-Colo | Chile | 1998   |